# Catedral de San Pedro y San Pablo (Šiauliai)
La Catedral de San Pedro y San Pablo o simplemente Catedral de Šiauliai (en lituano: Šv. Apaštalų Petro ir Pauliaus katedra) es un edificio religioso de la Iglesia católica que sirve como la catedral en Šiauliai, una ciudad en el país europeo de Lituania, y la sede de la diócesis de Šiauliai.
La Iglesia de los Santos Pedro y Pablo fue construida en el siglo XVII, entre 1617 y 1626, y es un ejemplo significativo del Renacimiento y Manierismo. En 1880, un rayo cayó sobre una torre, por lo que fue necesario realizar reparaciones. El daño más importante se produjo después de la Segunda Guerra Mundial. En 1944 la iglesia estaba en un estado lamentable, pero ya durante la era soviética, la iglesia fue restaurada. 
Simultáneamente con la creación de la Diócesis de Šiauliai el 28 de mayo de 1997, la Iglesia de los Santos Pedro y Pablo fue elevada a la condición de catedral por el Papa Juan Pablo II. 

## Galería de imágenes

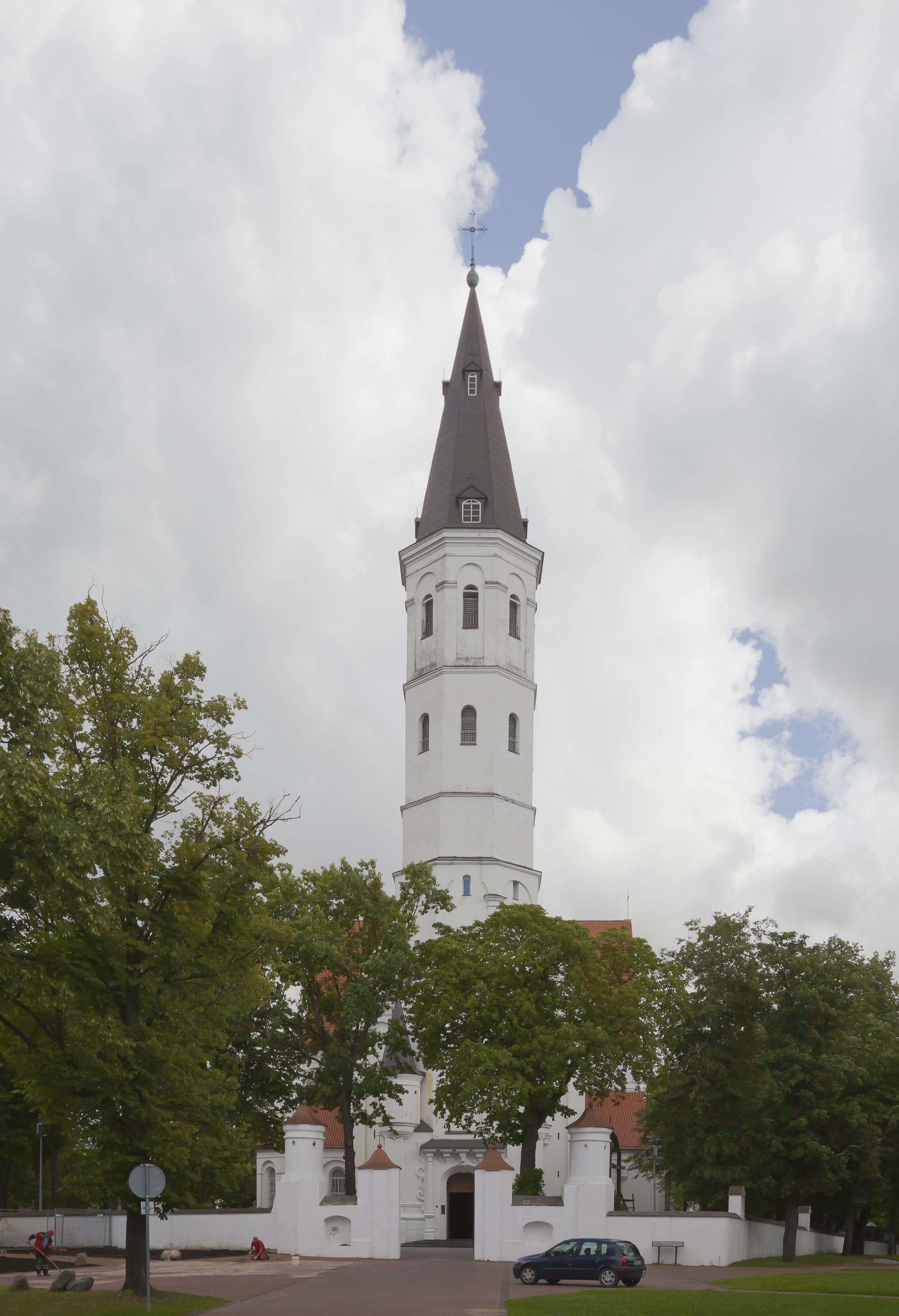
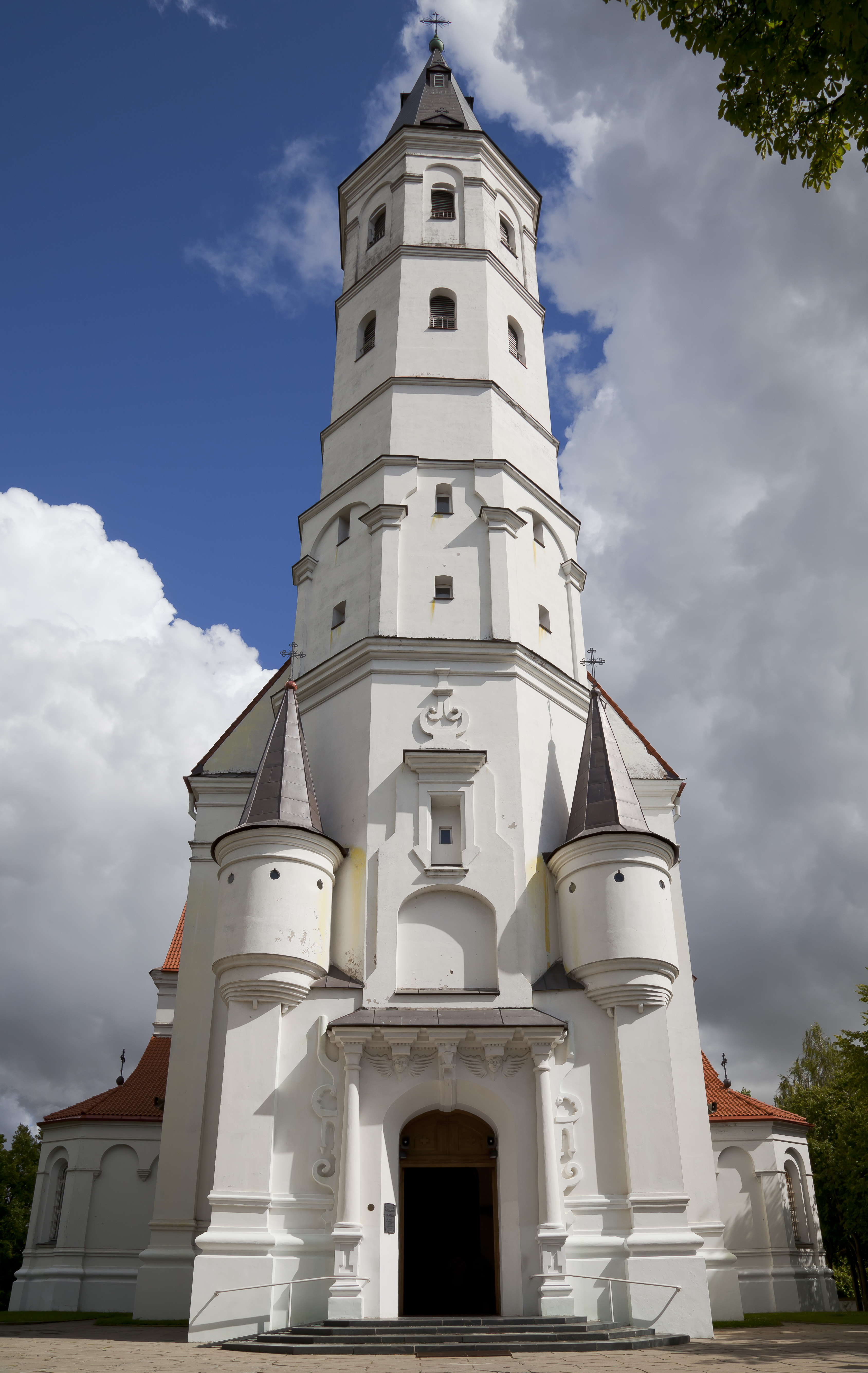
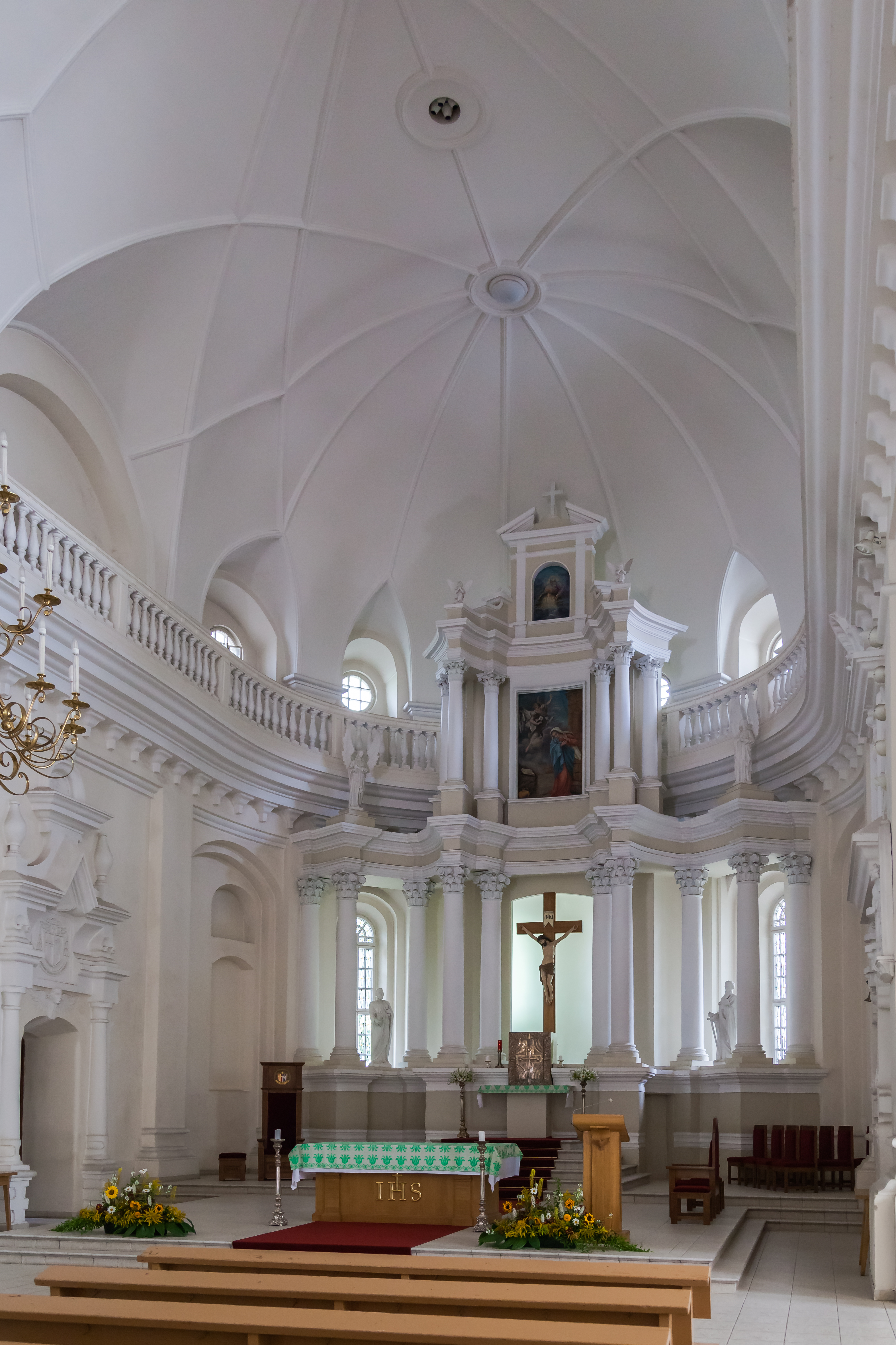
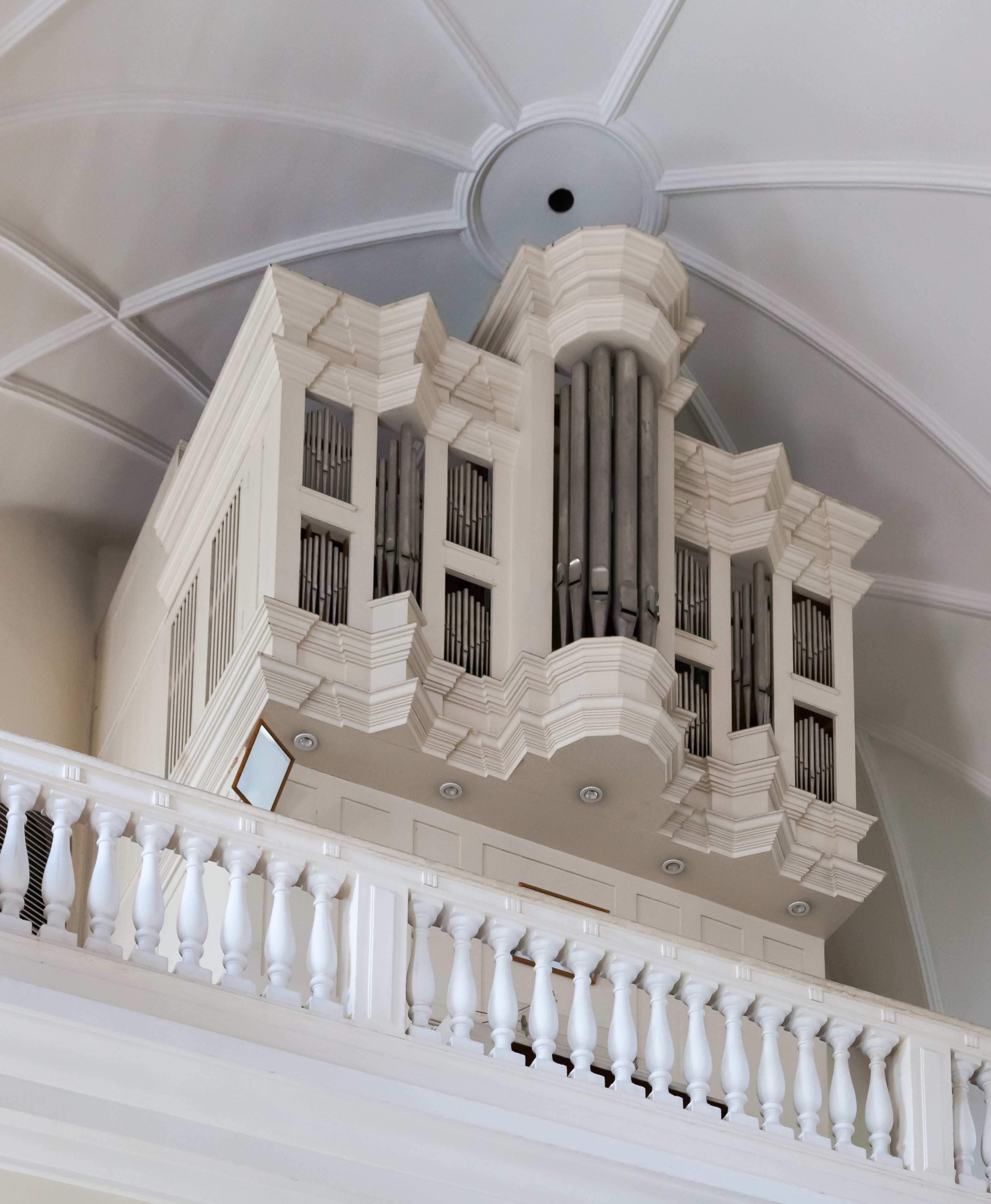
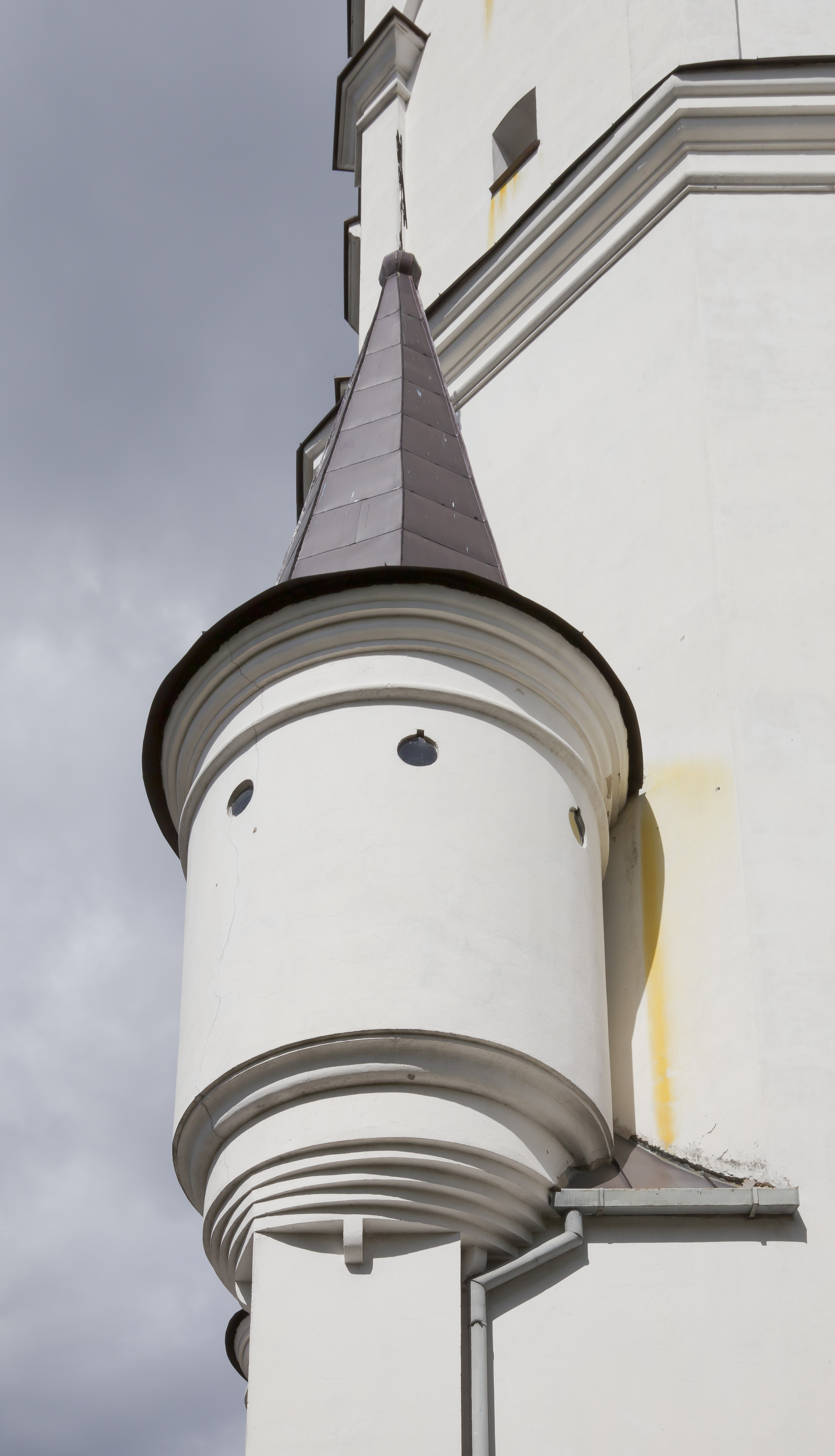
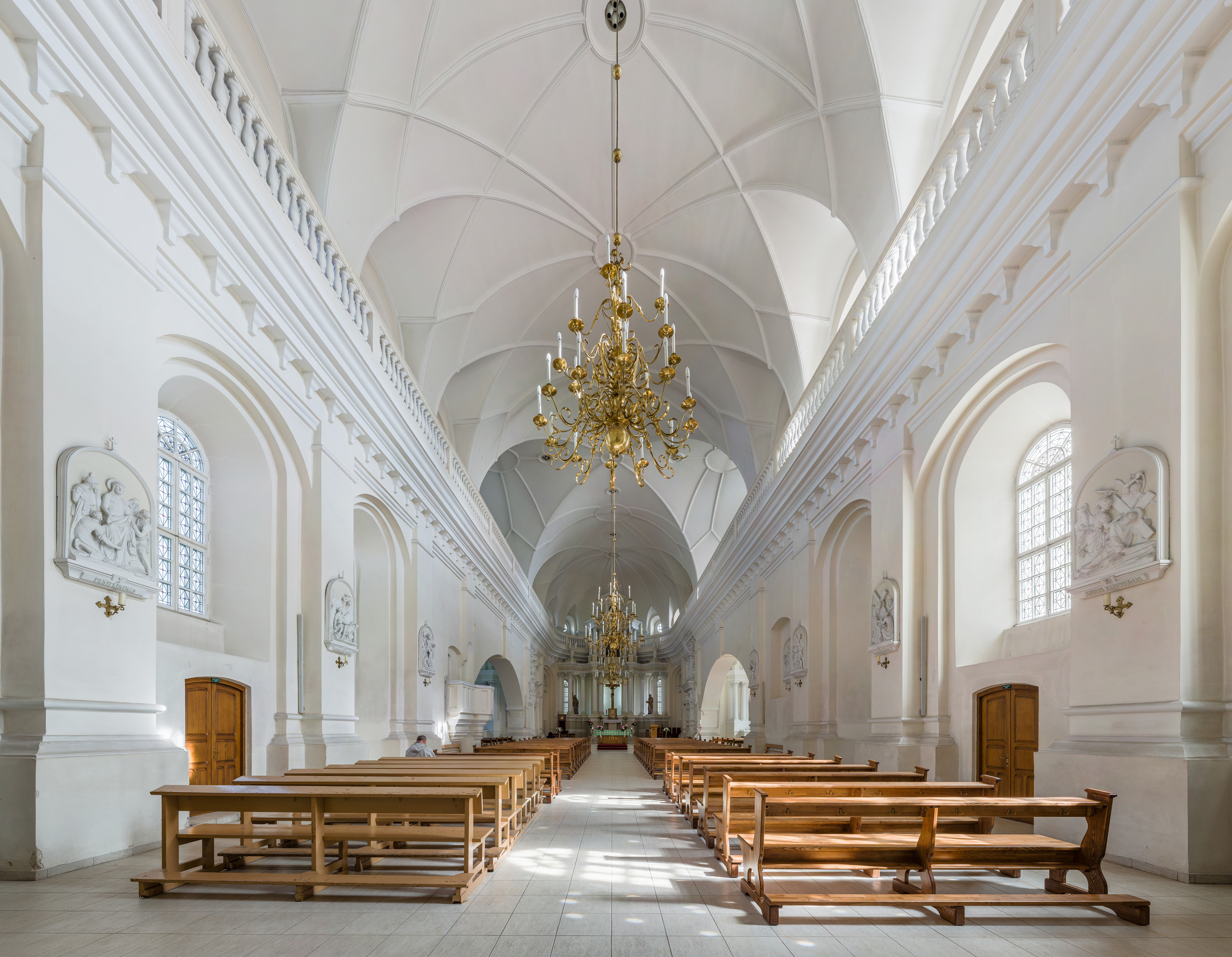
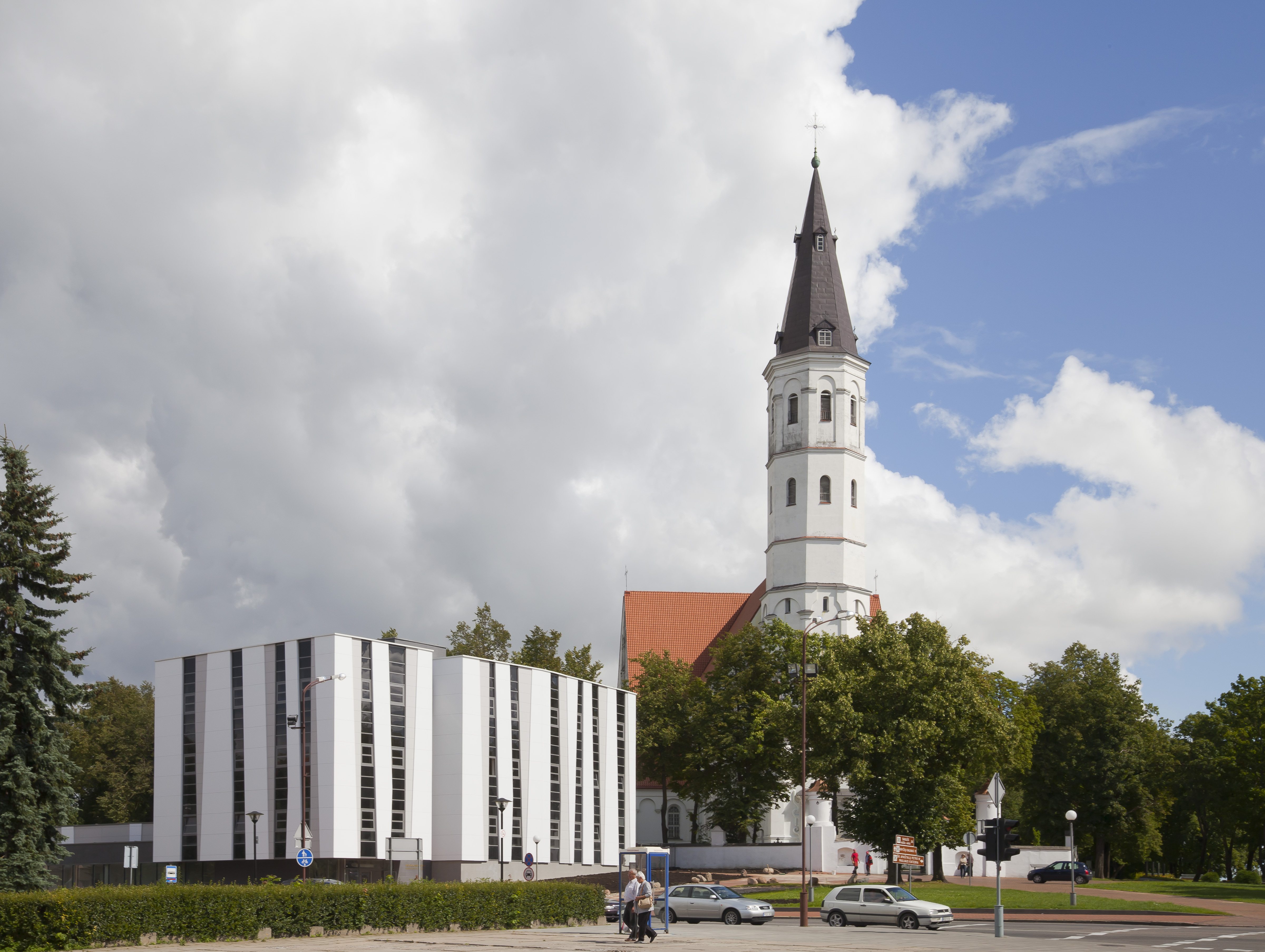